# Steuerfeder

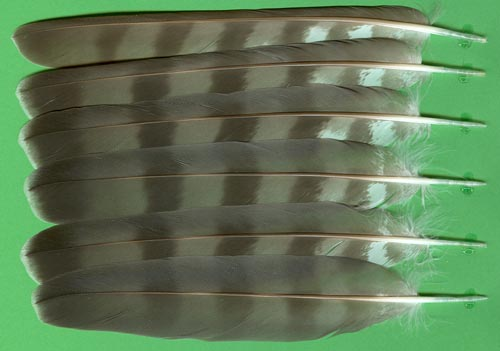
Steuerfedern eines Sperbermännchens: oben die äußeren, unten die inneren.

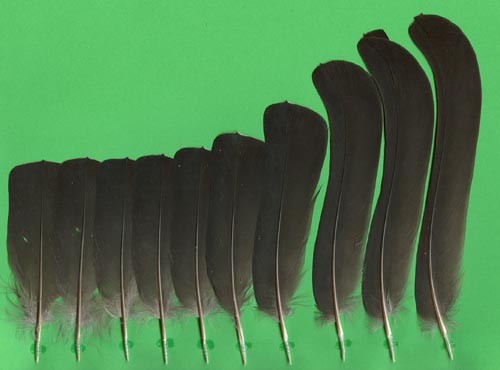
Steuerfedern eines Birkhahns: links die inneren, rechts die äußeren.

Als Steuerfeder (Rectrix, Plural: Rectrices) bezeichnet man die Schwanzfeder am Schwanz eines Vogels. In der Jägersprache werden die Steuerfedern Stoß genannt.
Die Länge der Steuerfedern im Verhältnis zur Form der Flügel ist ein wesentliches Merkmal im Flugbild und erlaubt Rückschlüsse auf die Flugweise eines Vogels.
Das Steuer, wie die Zusammenfassung der Steuerfedern genannt wird, kann mehrere Funktionen haben:
- Steuerung im Flug;
- Balance im Sitzen und Laufen;
- Stütze beim Klettern (Spechte und Baumläufer);
- Lauterzeugung bei der Balz (Bekassine);
- Signalwirkung durch Form und Farbe bei der Balz (Birkhuhn, Pfau, Leierschwanz).

Einige Arten haben lediglich rudimentäre Steuerfedern (Lappentaucher). Diese sind in der Regel paarig angelegt. Ausnahmen bilden Kiwis, Emus und Kasuare. Die meisten Arten haben sechs Paar, es gibt aber auch Arten mit nur vier (Laufhühnchen) oder im anderen Extrem 16 Paar Steuerfedern (Bulwerfasan oder Krontauben).
Auf den Bildern ist deutlich zu sehen, wie sich das Verhältnis der Breite von Innen- zu Außenfahne von innen nach außen verändert.